# 少弼
少弼(天龍座υ)也称紫微左垣五，又名BD+71 915，HD 176524、SAO 9283、HR 7180，是天龍座的一颗恒星，视星等为4.82，位于銀經102.15，銀緯25.36，其B1900.0坐标为赤經18h 55m 37.4s，赤緯+71° 25.36′ 49″。